# Дальневосточный кроншнеп
Дальневосто́чный кро́ншнеп (лат. Numenius madagascariensis) — вид птиц из семейства бекасовых (Scolopacidae).

## Внешний вид
Дальневосточный кроншнеп — самый крупный кулик в фауне России с размахом крыльев до 1 метра и длинными ногами. 60–66 см в длину, масса — 565–1150 граммов. Спинная сторона тёмно-бурая, с ржавыми каёмками на перьях, брюшная — более светлая, с охристым налетом и тёмными продольными пестринами.
Внешне дальневосточный кроншнеп сильно похож на большого кроншнепа. Отличается тёмным надхвостьем, подмышечными перьями с резкими тёмными полосами и более длинным клювом (15-20 см).

## Распространение
Гнездится на Камчатке, в Приамурье (от реки Зеи до озера Эворон), в Приморском крае. Летом наблюдался на Вилюе, в районе Нижней Тунгуске, на Корякском нагорье, залётные птицы встречались в Анадыре и острове Беринга. За пределами России встречается в Северо-Восточном Китае и на севере Корейского полуострова.

## Питание
Добывают брюхоногих и двустворчатых моллюсков, гаммарусов, олигохет, иногда мелких крабов и рыбу. Ко времени созревания ягод кроншнепы совершают регулярные перелёты на приморские ягодники, где кормятся водяникой и голубикой.

## Размножение
Половая зрелость дальневосточного кроншнепа наступает в возрасте 2 лет. Поселяется небольшими колониями. Гнездо помещается в углублении среди травы, иногда на кочке. В кладке обычно 4 яйца. В насиживании и вождении птенцов участвуют оба члена пары. На местах гнездования птицы появляются с первой декады мая, откладка яиц происходит в конце мая. Птенцы вылупляются в конце июня. Взрослые птицы начинают миграцию до того, как птенцы становятся летными.
В течение лета вблизи мест гнездования и на путях пролёта встречаются стаи из холостых, неполовозрелых птиц.

## Охрана и численность
Начиная с 1970-х годов численность вида неуклонно сокращалась в связи с интенсивным отстрелом в период послегнездовых кочёвок и осенней миграции. В связи с тем что дальневосточный кроншнеп строит гнёзда на открытой местности, многие кладки погибают из-за весенних паводков и хищничества бродячих собак. Потенциальную угрозу для потомства представляют лисицы и вороны.
По ряду оценок, на 2006 год во всем мире насчитывалось около 38 000 особей.